# Clarence Weatherspoon
Clarence Weatherspoon, Sr. (nacido el 8 de septiembre de 1970 en Crawford, Misisipi) es un exjugador de baloncesto estadounidense que disputó 13 temporadas en la NBA. Con 1,98 metros de estatura, jugaba en la posición de ala-pívot. Desde 2016 ejerce como entrenador asistente en los Southern Miss Golden Eagles de la División I de la NCAA.

## Trayectoria deportiva

### Universidad
Weatherspoon tuvo una brillante carrera en la Universidad del Sur de Misisipi, donde en cuatro temporadas promedió 18,2 puntos (con un 57.6% en tiros de campo) y 11,3 rebotes en 117 partidos. Finalizó como líder histórico en la universidad en puntos (2130), rebotes (1320) y tapones (227). En sus tres últimas campañas fue nombrado Jugador del Año de la Metro Conference y en su año sénior firmó 22,3 puntos y 10,5 rebotes por encuentro. Tras el jugador de fútbol americano Ray Guy, Weatherspoon es el segundo atleta de los Eagles en tener su camiseta retirada.
En 1991, tras finalizar su año júnior, consiguió la medalla de bronce con la selección estadounidense en los Juegos Panamericanos celebrados en La Habana. En los 7 partidos que disputó promedió 9,6 puntos y 6,3 rebotes.

### Profesional
Tras dejar la universidad fue seleccionado por Philadelphia 76ers en la novena posición del Draft de la NBA de 1992. En su primer año en la liga se convirtió, por entonces, en el rookie más anotador en la historia de los 76ers con 1.280 puntos (15.6 por partido), lideró al equipo en rebotes (7.2) y fue el único sixer en disputar los 82 encuentros de temporada regular. Además, participó en el Concurso de Mates del All-Star Weekend, finalizando segundo por detrás de Harold Miner de Miami Heat, y fue incluido en el segundo mejor quinteto de rookies. En la siguiente temporada no hizo más que progresar, liderando esta vez a los 76ers tanto en anotación (18.4 puntos por noche) como en rebotes (10.1) y con un 48.3% en tiros de campo. El 2 de febrero de 1994 anotó 31 puntos ante Cleveland Cavaliers y poco más de un mes después recogió 23 rebotes ante Orlando Magic, tratándose ambos de sus récords personales. En las dos siguientes campañas continuó rindiendo a alto nivel, a pesar de jugar con más asiduidad en la posición de alero en la temporada 1994-95, por lo que sus registros reboteadores bajaron de 10.1 a 6.9 por partido. En verano de 1997 llegó a ser traspasado a Boston Celtics por Dino Radja, pero debido a los problemas físicos detectados al jugador croata en el reconocimiento médico el traspaso fracasó. Meses después y a mediados de la temporada 1997-98, fue enviado a Golden State Warriors tras 5 temporadas y media en los 76ers. 
En los Warriors se mantuvo hasta final de la campaña, jugando 31 partidos y promediando 10.7 puntos y 8.3 rebotes en 33.4 minutos. Posteriormente fichó como agente libre por Miami Heat, donde permaneció dos años, lejos de los números firmados en sus inicios en la NBA. En verano de 2000 fue traspasado a Cleveland Cavaliers y en su única campaña en el equipo aportó unos notables 11.3 puntos y 9.7 rebotes en los 82 partidos de la temporada que disputó, siendo sus mejores promedios en los últimos años. En sus cuatro últimas temporadas vistió las camisetas de New York Knicks y Houston Rockets, retirándose del baloncesto a la conclusión de la temporada 2004-05.
A lo largo de los 915 partidos que disputó en la NBA, 611 de ellos como titular, promedió 11.5 puntos y 7.5 rebotes por encuentro.

## Estadísticas de su carrera en la NBA

### Temporada regular
| Temp.   | Edad | Equipo       | Liga | P   | TIT | MIN  | TC  | TCA  | %TC  | 3P  | 3PA | %3P  | TL  | TLA | %TL  | R.OF. | R.DEF. | REB  | ASIS | ROB | TAP | PER | FP  | PTS  |
| 1992-93 | 22   | Philadelphia | NBA  | 82  | 82  | 32.4 | 6.0 | 12.8 | .469 | 0.0 | 0.0 | .250 | 3.5 | 5.0 | .713 | 2.2   | 5.0    | 7.2  | 1.8  | 1.0 | 0.8 | 2.1 | 2.3 | 15.6 |
| 1993-94 | 23   | Philadelphia | NBA  | 82  | 82  | 38.4 | 7.3 | 15.2 | .483 | 0.0 | 0.2 | .235 | 3.6 | 5.2 | .693 | 3.1   | 7.0    | 10.1 | 2.3  | 1.2 | 1.4 | 2.4 | 1.9 | 18.4 |
| 1994-95 | 24   | Philadelphia | NBA  | 76  | 76  | 39.4 | 7.1 | 16.3 | .439 | 0.1 | 0.3 | .190 | 3.7 | 5.0 | .751 | 1.9   | 5.0    | 6.9  | 2.8  | 1.5 | 0.9 | 2.5 | 2.6 | 18.1 |
| 1995-96 | 25   | Philadelphia | NBA  | 78  | 75  | 39.7 | 6.3 | 13.0 | .484 | 0.0 | 0.0 | .000 | 4.1 | 5.5 | .746 | 3.0   | 6.6    | 9.7  | 2.0  | 1.4 | 1.4 | 2.3 | 2.7 | 16.7 |
| 1996-97 | 26   | Philadelphia | NBA  | 82  | 82  | 36.0 | 4.9 | 9.9  | .491 | 0.0 | 0.1 | .167 | 2.5 | 3.4 | .738 | 2.7   | 5.6    | 8.3  | 1.7  | 0.9 | 1.0 | 1.7 | 2.3 | 12.2 |
| 1997-98 | 27   | TOTAL        | NBA  | 79  | 49  | 29.4 | 3.4 | 7.7  | .441 | 0.0 | 0.0 |      | 2.5 | 3.5 | .722 | 2.5   | 5.0    | 7.5  | 1.1  | 1.1 | 0.9 | 1.5 | 2.5 | 9.3  |
| 1997-98 | 27   | Philadelphia | NBA  | 48  | 18  | 26.9 | 2.9 | 6.9  | .426 | 0.0 | 0.0 |      | 2.6 | 3.6 | .707 | 2.3   | 4.7    | 7.0  | 0.8  | 0.9 | 1.1 | 1.4 | 2.3 | 8.4  |
| 1997-98 | 27   | G. State     | NBA  | 31  | 31  | 33.4 | 4.1 | 8.9  | .458 | 0.0 | 0.0 |      | 2.5 | 3.3 | .748 | 2.9   | 5.5    | 8.3  | 1.6  | 1.4 | 0.7 | 1.6 | 2.8 | 10.7 |
| 1998-99 | 28   | Miami        | NBA  | 49  | 3   | 21.2 | 2.9 | 5.4  | .534 | 0.0 | 0.0 |      | 2.3 | 2.9 | .804 | 1.5   | 3.5    | 5.0  | 0.7  | 0.6 | 0.3 | 1.2 | 2.2 | 8.1  |
| 1999-00 | 29   | Miami        | NBA  | 78  | 2   | 20.7 | 2.8 | 5.4  | .513 | 0.0 | 0.0 |      | 1.7 | 2.3 | .738 | 1.6   | 4.1    | 5.8  | 1.2  | 0.7 | 0.6 | 1.3 | 2.1 | 7.2  |
| 2000-01 | 30   | Cleveland    | NBA  | 82  | 82  | 33.8 | 4.2 | 8.4  | .501 | 0.0 | 0.0 |      | 2.8 | 3.5 | .790 | 2.7   | 7.0    | 9.7  | 1.3  | 1.0 | 1.3 | 1.4 | 2.1 | 11.3 |
| 2001-02 | 31   | New York     | NBA  | 56  | 40  | 30.8 | 3.4 | 8.1  | .418 | 0.0 | 0.0 |      | 2.1 | 2.6 | .795 | 2.7   | 5.6    | 8.2  | 1.1  | 0.7 | 0.9 | 0.8 | 2.4 | 8.8  |
| 2002-03 | 32   | New York     | NBA  | 79  | 19  | 25.6 | 2.4 | 5.2  | .449 | 0.0 | 0.0 |      | 1.9 | 2.5 | .768 | 2.7   | 4.9    | 7.6  | 0.9  | 0.9 | 0.5 | 0.8 | 2.2 | 6.6  |
| 2003-04 | 33   | TOTAL        | NBA  | 52  | 1   | 16.7 | 2.0 | 4.1  | .493 | 0.0 | 0.0 | .000 | 1.0 | 1.4 | .736 | 1.4   | 2.5    | 3.9  | 0.6  | 0.6 | 0.3 | 0.7 | 1.4 | 5.0  |
| 2003-04 | 33   | New York     | NBA  | 15  | 1   | 14.4 | 1.2 | 2.7  | .450 | 0.0 | 0.0 |      | 1.2 | 1.3 | .947 | 0.9   | 2.4    | 3.3  | 0.9  | 0.5 | 0.1 | 0.6 | 1.3 | 3.6  |
| 2003-04 | 33   | Houston      | NBA  | 37  | 0   | 17.6 | 2.3 | 4.6  | .503 | 0.0 | 0.0 | .000 | 0.9 | 1.4 | .660 | 1.6   | 2.5    | 4.2  | 0.5  | 0.6 | 0.4 | 0.7 | 1.5 | 5.6  |
| 2004-05 | 34   | Houston      | NBA  | 40  | 18  | 13.1 | 1.2 | 2.9  | .412 | 0.0 | 0.0 |      | 0.7 | 0.9 | .829 | 0.9   | 2.2    | 3.1  | 0.4  | 0.2 | 0.2 | 0.4 | 1.9 | 3.1  |
| Carrera |      |              | NBA  | 915 | 611 | 30.3 | 4.4 | 9.3  | .471 | 0.0 | 0.1 | .196 | 2.6 | 3.6 | .743 | 2.3   | 5.2    | 7.5  | 1.5  | 1.0 | 0.9 | 1.6 | 2.2 | 11.5 |

### Playoffs
| Temp.   | Edad | Equipo  | Liga | P  | MIN | TCA | TC | 3PA | 3P | TLA | TL | R.OF. | REB | ASIS | ROB | TAP | PER | FP | PTS | %TC  | %3P | %FT  | MIN  | PTS | REB | AST |
| 1998-99 | 28   | Miami   | NBA  | 5  | 112 | 9   | 26 | 0   | 0  | 11  | 17 | 4     | 21  | 2    | 7   | 1   | 3   | 8  | 29  | .346 |     | .647 | 22.4 | 5.8 | 4.2 | 0.4 |
| 1999-00 | 29   | Miami   | NBA  | 10 | 170 | 25  | 60 | 0   | 0  | 14  | 24 | 18    | 41  | 1    | 4   | 3   | 8   | 23 | 64  | .417 |     | .583 | 17.0 | 6.4 | 4.1 | 0.1 |
| 2003-04 | 33   | Houston | NBA  | 2  | 22  | 2   | 5  | 0   | 0  | 3   | 6  | 2     | 4   | 0    | 0   | 0   | 0   | 3  | 7   | .400 |     | .500 | 11.0 | 3.5 | 2.0 | 0.0 |
| 2004-05 | 34   | Houston | NBA  | 1  | 1   | 0   | 0  | 0   | 0  | 0   | 0  | 0     | 0   | 0    | 0   | 0   | 0   | 1  | 0   |      |     |      | 1.0  | 0.0 | 0.0 | 0.0 |
| Carrera |      |         | NBA  | 18 | 305 | 36  | 91 | 0   | 0  | 28  | 47 | 24    | 66  | 3    | 11  | 4   | 11  | 35 | 100 | .396 |     | .596 | 16.9 | 5.6 | 3.7 | 0.2 |